# スーパーオセン
スーパーオセンとは、岩手県和賀郡西和賀町に本社を置く企業、有限会社小専商店（おせんしょうてん）が運営するスーパーマーケット。
県内の西和賀町と北上市にそれぞれ1店舗、計2店舗を構える。

## 概要
1942年（昭和17年）創業。元々は西和賀町に1店舗のみ構えている鮮魚店だったが、1988年（昭和63年）にスーパーマーケットへと転換。人口が6000人にも満たない同町の食料事情を支え、年間約20億円を売り上げるほどにまで成長し、2004年に隣接している北上市に進出した。

### 火災
2025年（令和7年）1月27日の早朝、西和賀町にある湯本本店にて火災が発生。
4時10分頃、警備会社（セコム）の連絡により消防・警察が駆けつけ、6時39分に鎮圧、7時55分に鎮火した。警察が駆けつけた時点でシャッターや扉は閉まっており、外からの侵入形跡がないことや、前日の19時20分ごろには従業員が全員退店していたことから、怪我人はおらず放火の可能性も低いとされた。建物は半焼し、店内は黒煙が充満。青果コーナーや店舗東側の総菜コーナー、店内の壁などが焼けたほか、屋根も焦げた。
火災の影響により、当日は臨時休業となったが、翌日である1月28日から、火災の煙ですすけて商品価値を失った商品を、店の前で無償提供し始めた。1週間程度での再開を目指すとし、2月2日には売り場を縮小した上で営業を再開した。

## 特徴
激安スーパーとして知られ、入口付近にある青果売り場では特売商品を大量に陳列したり、「日替わり感謝品」という目玉商品を毎日10品目以上用意したり、店内BGMとして「軍艦マーチ」を流すなどして客の購買意欲をそそらせるといった工夫がなされている。隣県の秋田県を中心に、県外から来店する客も多い。
精肉は地元のネットワークを生かして素材を一頭買いするなどして、ブランド肉も低価格かつ専門性の高い品揃えとなっている。鮮魚や青果に関しても、社員が市場の競りに参加することで仕入れ値を抑えている。
また、西和賀町の名物である「ビスケットの天ぷら」も製造・販売している他、その材料となるイトウ製菓の「かーさんケット」も販売している。

## 店舗
前述の通り、西和賀町湯本にある「湯本本店」と、北上市流通センターにある「北上店」の2店舗が存在する。

## テレビ番組
- ドキュメント72時間 岩手 豪雪地帯のスーパーで （2025年2月21日、NHK）[14]